# Кобб (Вісконсин)
Кобб (англ. Cobb) — селище (англ. village) в США, в окрузі Айова штату Вісконсин. Населення — 480 осіб (2020).

## Географія
Кобб розташований за координатами 42°57′59″ пн. ш. 90°19′44″ зх. д. / 42.96639° пн. ш. 90.32889° зх. д. (42.966423, -90.328997).  За даними Бюро перепису населення США в 2010 році селище мало площу 2,14 км², уся площа — суходіл. В 2017 році площа становила 2,31 км², уся площа — суходіл.

## Демографія
Згідно з переписом 2010 року, у селищі мешкало 458 осіб у 199 домогосподарствах у складі 126 родин. Густота населення становила 214 осіб/км².  Було 210 помешкань (98/км²).
Расовий склад населення:
| - 98,3 % — білих - 1,1 % — азіатів |

До двох чи більше рас належало 0,0 %. Частка іспаномовних становила 0,2 % від усіх жителів.
За віковим діапазоном населення розподілялося таким чином: 22,7 % — особи молодші 18 років, 60,7 % — особи у віці 18—64 років, 16,6 % — особи у віці 65 років та старші. Медіана віку мешканця становила 41,1 року. На 100 осіб жіночої статі у селищі припадало 99,1 чоловіків;  на 100 жінок у віці від 18 років та старших — 90,3 чоловіків також старших 18 років.
Середній дохід на одне домашнє господарство  становив 53 569 доларів США (медіана — 44 167), а середній дохід на одну сім'ю — 60 973 долари (медіана — 55 000). Медіана доходів становила 40 435 доларів для чоловіків та 28 214 долари для жінок. За межею бідності перебувало 8,3 % осіб, у тому числі 2,3 % дітей у віці до 18 років та 5,2 % осіб у віці 65 років та старших.
Цивільне працевлаштоване населення становило 310 осіб. Основні галузі зайнятості: роздрібна торгівля — 34,8 %, освіта, охорона здоров'я та соціальна допомога — 20,3 %, виробництво — 9,7 %, мистецтво, розваги та відпочинок — 6,1 %.